# Spoorlijn Igney-Avricourt - Cirey
De Spoorlijn Lunéville - Saint-Dié was een Franse spoorlijn van Avricourt naar Cirey-sur-Vezouze. De lijn was 17,1 km lang en heeft als lijnnummer 069 000.

## Geschiedenis
De spoorlijn werd door de Chemins de fer de l'Est geopend op 26 april 1870. In 1945 is de lijn gesloten voor personenvervoer en op 30 juni 1969 ook voor goederenvervoer. Thans is de lijn volledig opgebroken. 

## Aansluitingen
In de volgende plaats was er een aansluiting op de volgende spoorlijn:
Igney-Avricourt
RFN 070 000, spoorlijn tussen Noisy-le-Sec en Strasbourg-Ville